# Prosek
Prosek är sedan 1921 en stadsdel i Tjeckiens huvudstad Prag. Sedan 1961 tillhör den stadsdistriktet (městský obvod) Prag 9 och sedan 1990 även den mindre stadsdelskommunen (městská část) med samma namn. Prosek ligger 249 meter över havet och antalet invånare är 15 581.